# Rockstar 101
A Rockstar 101 kislemez a barbadosi énekesnő, Rihanna negyedik stúdióalbumáról, a Rated R-ről. A dal munkálataiban az amerikai hard rock együttes, a Guns N’ Roses egyik tagja, Slash is részt vett. Javarészt negatív kritikákat gyűjtött össze a dal, leginkább a szám "agressziója" miatt. Mások az összhangot sem dicsérték. Toplistákon sem teljesített az énekesnőtől várhatóan.

## Háttér
A szám rock elemeket tartalmaz. 2010. május 18-án jelent meg a dal amerikai rádiókban. Egy EP is megjelent, mely remixeket tartalmaz.

## Élő előadások
Rihanna először és (eddig) utoljára adta elő szerzeményét az American Idol kilencedik szériájában 2010. április 7-én. Ettől független a Last Girl on Earth Tour dallistáján is szerepelt a dal.

## Videóklip
A videót 2010 áprilisában forgatták, Melina Matsoukas vezényletével, akihez a Hard és Rude Boy videóklipje köthető még. 2010. május 19-én egy 30 másodperces ízelítőt tett közzé az énekesnő. Május 25-én jelent meg a videóklip az énekesnő VEVO csatornáján. A videóban Slash nem szerepel.

## Elért helyezések
| Slágerlista (2010)                | Legjobb helyezés |
| --------------------------------- | ---------------- |
| Ausztrália (ARIA)                 | 24               |
| US Billboard Hot 100              | 64               |
| US Billboard Hot Dance Club Songs | 2                |
| US Billboard Digital Songs        | 28               |